# Pediacus montivagus
Pediacus montivagus är en skalbaggsart som beskrevs av Champion 1923. Pediacus montivagus ingår i släktet Pediacus och familjen plattbaggar. Inga underarter finns listade i Catalogue of Life.